# Capitania do Grão-Pará

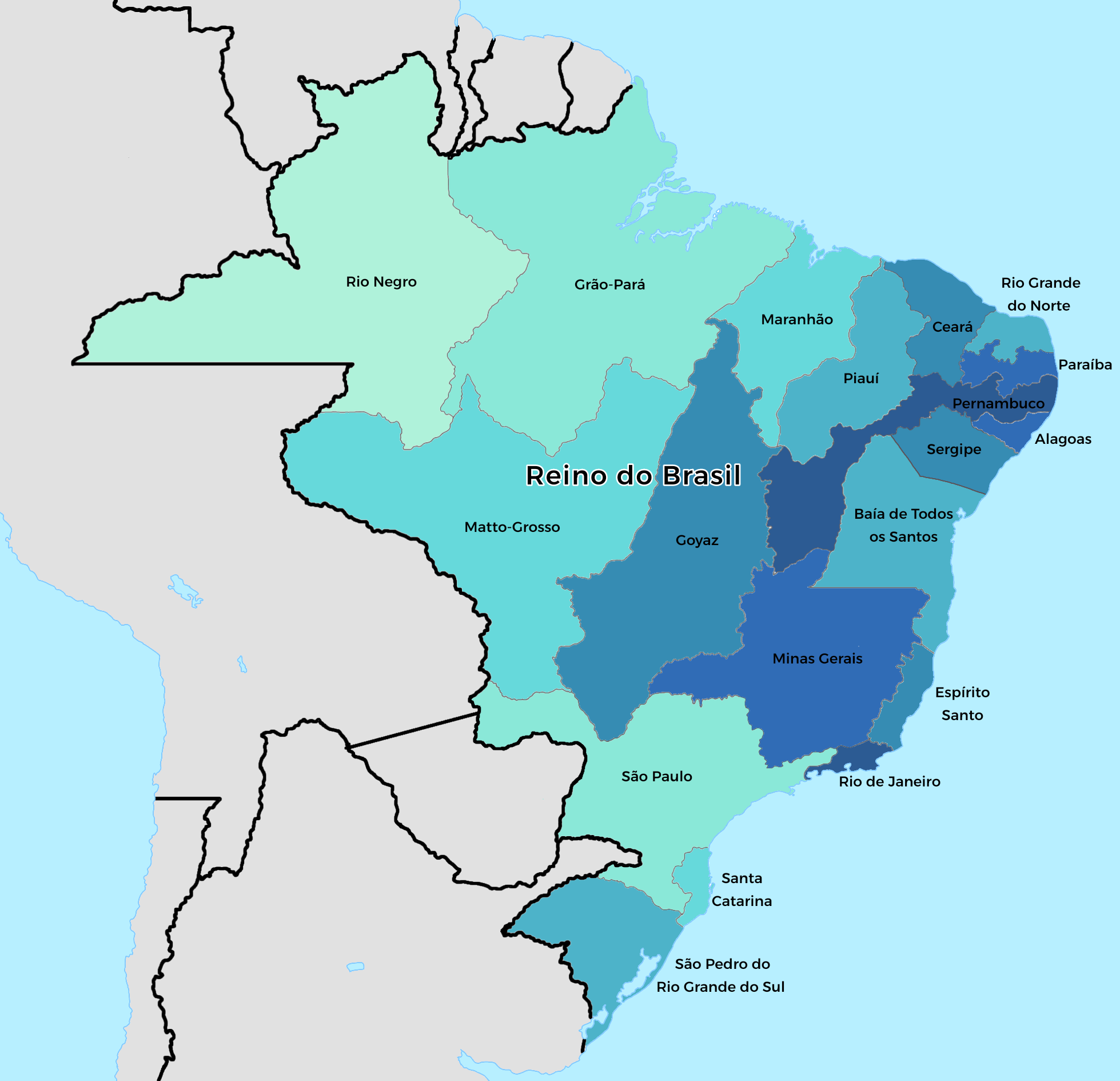
O Brasil em 1817

A Capitania do Grão-Pará (região inicialmente chamada pa'ra, do tupi: "rio-mar") foi uma das unidades administrativas do Brasil Colônia (na América Portuguesa), criada em 1621 junto com o Estado do Maranhão, com a evolução da Conquista do Pará (ou Império das Amazonas) um território colonial português criado em 1616 por Alexandre de Moura na Capitania do Maranhão.

## Topônomia
A etimologia do nome da antiga unidade administrativa decorre do rio Pará, derivado do tupi "pa'ra" que significa "rio do tamanho do mar" ou "grande rio", devido sua grande extensão parecida ao mar, que corta a região e antigamente acreditava-se um prolongamento direto do rio Amazonas.

## Histórico
A Capitania do Grão-Pará, ou apenas Pará, tem sua origem no contexto da conquista do rio das Amazonas e da Amazônia Oriental em 1580, período de conflito com forças estrangeiras que disputavam as drogas do sertão. Primeiramente a região foi denominada com a terminologia Conquista do Pará, também conhecida como Império das Amazonas. contendo como "capital" a villa colonial Feliz Lusitânia (em homenagem a Portugal). O documento mais antigo que faz menção ao termo capitania, para denominar a região da conquista, é posterior ao ano de 1620. Tendo a legitimação do território como Capitania ocorre em paralelo a criação do Estado do Maranhão, no ano de 1621.

## Cronologia
| Ano  | Evento(s) |
| ---- | --- |
| 1534 | - Coroa Portuguesa com D. João III divide o Brasil em 14 capitanias hereditárias, entre elas a do Maranhão que incluía a Conquista do Pará ou Império das Amazonas (atual estado brasileiro do Pará). |
| 1572 | - D. Sebastião divide a colônia em dois governos gerais: - Governo do Norte, com sede em Salvador, responsável por territórios da Capitania da Baía à Capitania do Maranhão, e; - Governo do Sul, com sede no Rio de Janeiro, que administra os territórios da Capitania de Ilhéus à Capitania de Santana;. |
| 1615 | - Território indígena pa'ra é transformado no território colonial português Conquista do Pará na Capitania do Maranhão por Alexandre de Moura, iniciando a colonização da Amazônia |
| 1616 | - Fundação do Forte do Presépio, na baía de Guajará, originando o povoado colonial Feliz Lusitânia (atual Belém, capital do Estado do Pará) na Conquista do Pará, a primeira fortificação deste modelo e mais importante no território amazônico, a fim de se proteger de incursões de Holandeses e Ingleses em busca de especiarias. |
| 1621 | - Dinastia Filipina com Filipe III (união ibérica) divide o território da América portuguesa em duas unidades administrativas autônomas: - Estado do Maranhão ao norte, com capital em São Luís, a fim de assegurar a posse do território e promover o desenvolvimento; abrangendo a Capitania do Grão-Pará, Capitania do Maranhão e a Capitania do Ceará, e; - Estado do Brasil ao sul, cuja capital era Salvador, abrangendo as demais capitanias. |
| 1637 | - Criação da capitania do Cabo Norte, na região do atual estado do Amapá, extinta no final do século XVII. |
| 1639 | - Conquista foi transformada na então Capitania do Grão-Pará (junto a criação do Estado do Maranhão, com sede em São Luiz) - Povoado Feliz Lusitânia foi elevado à categoria de município com denominação de "Santa Maria de Belém do Pará" ou "Nossa Senhora de Belém do Grão Pará" - Abertura das primeiras ruas do município, originando o histórico bairro da Cidade Velha.                                                                      |
| 1654 | - Estado do Maranhão passa a ser designado Estado do Maranhão e Grão-Pará. |
| 1680 | - Território da Capitania do Ceará passou do Estado do Maranhão para o Estado do Brasil, integrando-se à capitania de Pernambuco. |
| 1718 | - Criação da Capitania do Piauí, desmembrada da Capitania do Maranhão, integrando o Estado do Maranhão. |
| 1751 | - Estado do Maranhão passou a se chamado Estado do Grão-Pará e Maranhão, com capital transferida de São Luís para Belém. Sua extensão territorial compreende os atuais Estados do Amazonas, Roraima, Pará, Amapá, Maranhão e Piauí. |
| 1755 | - Criação da Capitania do Rio Negro (atual Estado do Amazonas), com sede estabelecida na vila de Mariuá (atual Barcelos), desmembrada da Capitania do Grão-Pará mas permanece integrada ao Estado do Grão-Pará e Maranhão, que passou a compreender quatro Capitanias: São José do Rio Negro; Grão-Pará; Maranhão, e; Piauí. |
| 1772 | - A Coroa Portuguesa divide o Estado do Grão-Pará e Maranhão em duas unidades administrativas: - Estado do Grão-Pará e Rio Negro, com sede em Belém, e; - Estado do Maranhão e Piauí, com sede em São Luís. Assim, a América Portuguesa passou a compreender três unidades administrativas autônomas. |
| 1774 | - A fim de centralizar e aumentar o controle, os Estados do Grão-Pará e Rio Negro e do Maranhão e Piauí passam à condição de Capitania e foram unificados ao Estado do Brasil, subordinados ao vice-rei do Brasil, com sede no Rio de Janeiro. |
| 1780 | - Criação de pequenas indústrias: tecidos de algodão, cerâmicas e velas, manufatura de cordoalhas, manteiga de tartaruga e outras agriculturas como: tabaco, milho, mandioca, cacau, arroz, algodão, cana-de-açúcar e a pecuária no vale do rio Branco. |
| 1783 | - O naturalista Alexandre Rodrigues Ferreira inicia a sua "Viagem Filosófica pelas Capitanias do Grão-Pará, Rio Negro, Mato Grosso e Cuiabá", explorando as regiões do norte e oeste do Brasil. |
| 1822 | - Ocorre a Independência do Reino do Brasil e as Capitanias são denominadas de Províncias. O Grão-Pará vive período de incerteza, se a Capitania se tornaria um país independente, se uniria ao Brasil ou continuaria com Portugal. Criada a 1ª Junta do Pará Independente. Eclodiram levantes das tropas fiéis a Portugal, conhecidos como "Guerras da Independência", envolveram as Províncias: Pará, Maranhão e Bahia.                            |
| 1823 | - A Capitania do Grão-Pará se uniu ao Império do Brasil independente, que estivera separado no período colonial, episódio conhecido como "Adesão do Pará" proclamada por D. Romualdo Coelho, assim a Capitania foi incorporada ao Império como a Província do Grão-Pará. |
| 1832 | - Devido a ter pequena população e uma produção medíocre, a Província do Rio Negro foi rebaixada administrativamente, sendo nomeada de Comarca do Alto Amazonas e subordinada à Província do Grão-Pará. |
| 1835 | - Inicia a revolução popular Cabanagem, que tomou Belém e espalhou-se por toda a Amazônia. Um governo do povo foi instalado e vigorou até 1838. |
| 1850 | - Província do Grão-Pará foi extinta e desmembrada em duas unidades, formando as Província do Pará e a Província do Amazonas (elevação da Comarca do Alto Amazonas com sede na cidade de Nossa Senhora da Conceição da Barra do Rio Negro, atual Manaus). |
| 1879 | - Auge do ciclo da borracha. |
| 1889 | - Após a proclamação da República as Províncias passam a ser denominadas de Estados, e a "Província do Pará" mudou para "Estado do Pará" e a Província do Amazonas mudou para "Estado do Amazonas". |
| 1943 | - Criação do Território Federal do Amapá, em área desmembrada do Estado do Pará. |
| 1970 | - A economia volta a aquecer, o crescimento acelera com a exploração de minérios (principalmente na região sudeste do estado), como o ferro na Serra dos Carajás e do ouro na Serra Pelada. |